# Diastictus
Diastictus é um gênero de mariposa pertencente à família Crambidae.